# Mimi Kestelijn-Sierens
Marie-Paule (Mimi) Kestelijn-Sierens (ur. 28 maja 1945 w Poperinge) – belgijska i flamandzka polityk, samorządowiec oraz ekonomistka, eurodeputowana IV kadencji.

## Życiorys
Ukończyła studia ekonomiczne na Katholieke Universiteit Leuven, pracowała w administracji rządowej. Działała w Chrześcijańskiej Partii Ludowej. Od 1987 do 1991 zasiadała w federalnej Izbie Reprezentantów oraz w Radzie Flamandzkiej. W latach 1991–1996 kierowała katolicką organizacją przedsiębiorców, zaś od 1989 do 1994 była radną w Brugii.
W wyborach w 1994 z ramienia Flamandzkich Liberałów i Demokratów została wybrana do Parlamentu Europejskiego IV kadencji, w którym zasiadała do 1999. Następnie do 2003 była dokooptowanym członkiem belgijskiego Senatu.
Odznaczona kawalerią Orderu Leopolda (1999).